# カラ出勤
カラ出勤（カラしゅっきん）とは、
1. 実際には出勤した事実がないにもかかわらず、出勤したかのように見せかけて給与を不正に取得する犯罪行為。広義には、タイムカードを改ざんして遅刻や早退を隠ぺいする行為や、休日手当・時間外手当を不正に取得するなどの行為も含む。
2. 風俗店において、店側が実際には出勤していない風俗嬢を出勤しているかのように見せかける行為。